# Rosario Central
Club Atlético Rosario Central egy argentin labdarúgóklub, melynek székhelye Rosario városában található. A klubot 1889-ben alapították. Jelenleg az első osztályban szerepel.
Hazai mérkőzéseit az Estadio Gigante de Arroyitóban játssza. A klub hivatalos színei: sárga-kék.

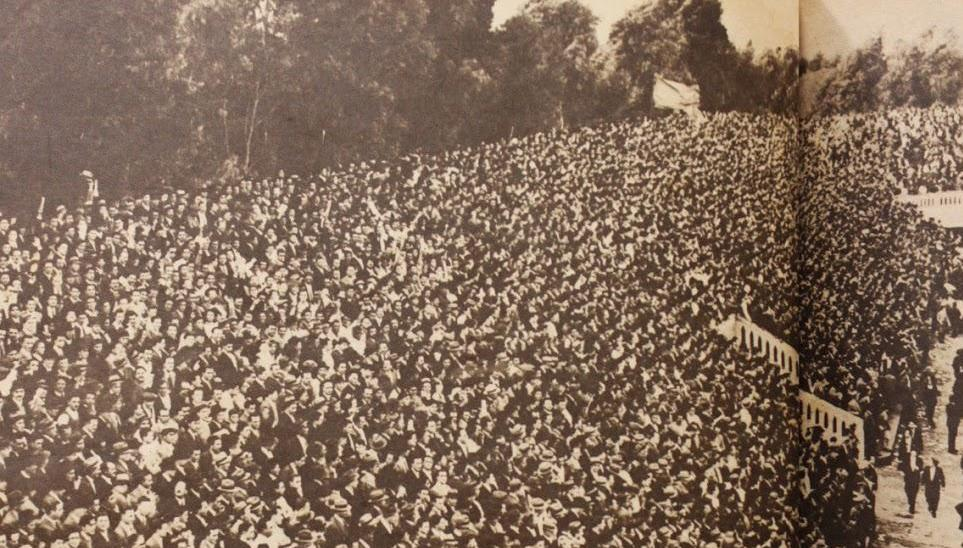
1939-ben a csapat szurkolóinak ünneplése az első bajnoki szereplés előtt

## Sikerek
Liga Profesional
- Bajnok (4): 1971 Nacional, 1973 Nacional, 1980 Nacional, 1986–87

Argentin Ligakupa
- Győztes (1): 2023

Argentin Kupa
- Győztes (1): 2017–18
- Döntős (3): 2013–14, 2014–15, 2015–16

Copa de Competencia La Nación
- Győztes (1): 1913

Copa de Competencia Jockey Club
- Győztes (1): 1916
- Döntős (1): 1919

Copa de Honor Municipalidad de Buenos Aires
- Győztes (1): 1916

Copa de Competencia (AAmF)
- Győztes (1): 1920

Copa Ibarguren
- Győztes (1): 1915
- Döntős (8): 1914, 1916, 1917, 1919, 1923, 1937, 1938, 1940

Tie-kupa
- Döntős (1): 1916

Copa de Honor Cousenier
- Döntős (1): 1916

Copa CONMEBOL
- Győztes (1): 1995

## A klub ismert játékosai
- Roberto Abbondanzieri
- Edgardo Bauza
- Kily González
- Mario Kempes
- César Luis Menotti
- Leonardo Talamonti
- Ángel Di María